# Dea Kulumbegashvili
Dea Kulumbegashvili (en géorgien : დეა კულუმბეგაშვილი) est une réalisatrice et scénariste géorgienne, d'origine ossète.
Elle est connue pour son film Au commencement de 2020, qui a remporté et a été nommé pour de nombreux prix.
En 2024, son long métrage April remporte le prix spécial du jury du Festival international du film de Venise.

## Biographie
Dea Kulumbegashvili naît à Oriol (Oryol), en RSFS de Russie, alors en Union soviétique et grandit dans la petite ville de Lagodekhi au pied des montagnes du Caucase en Géorgie. Avoir grandi dans une région où cohabitent un mélange important d'ethnies et de nationalités nourrit sa pratique cinématographique.
Elle s'établit à New York, où elle s'inscrit au cours d'études médiatiques à la New School, avant d'obtenir une maîtrise en beaux-arts en réalisation cinématographique à la Columbia University School of the Arts, où elle s'est inscrite en 2014.

## Carrière
Le premier court métrage de Dea Kulumbegashvili, Invisible Spaces (Ukhilavi Sivrtseebi), est nommé pour la Palme d'or du court métrage au Festival de Cannes 2014. Dans ce film, le monteur Rati Oneli joue le rôle du père, l'un des trois personnages d'un film sur les tensions au sein d'une petite famille. Deux ans plus tard, son deuxième court métrage, Lethe, est présenté en avant-première au Festival de Cannes 2016. Les deux films ont été projetés au MoMA de New York et dans d'autres festivals de cinéma. La même année, elle reçoit le prix Tsinandali Cinema Art Award 2016 en Géorgie.
Avec Rati Oneli (qui en est également le réalisateur, elle co-scénarise et co-produit le long métrage documentaire City of the Sun (2015-2017),.
En 2020, Dea Kulumbegashvili réalise Au commencement, son premier long métrage. Initialement intitulé Naked Sky, le film a reçu une subvention de production du Festival international du film de Rotterdam (IFFR), et Dea Kulumbegashvili a reçu la résidence de la Cinéfondation du Festival de Cannes à Paris, ainsi qu'une autre aide au développement du Sam Spiegel International Film Lab, du Festival international du film de Sofia et du Festival du film de Sarajevo. Le film a été présenté en première au Festival international du film de Toronto en septembre 2020 et a remporté plusieurs prix.
Dea Kulumbegashvili a reçu un Baumi Script Development Award 2022 pour son deuxième long métrage, alors connu sous le nom d'Historia, sur un prestataire d'avortement dans la Géorgie rurale. Le tournage du projet, connu sous le nom de Those Who Find Me, a lieu en 2023 et la sortie du film, titré April, a lieu en 2024.

## Filmographie
- 2014 : Ukhilavi Sivrtseebi  (court métrage)
- 2016 : Lethe (court métrage)
- 2020 : Au commencement (დასაწყისი)
- 2024 : April[9]

## Interview
- Entrevista a la cineasta georgiana Dea Kulumbegashvili (‘Beginning’): “He crecido con la cultura cristiana muy dentro de mí”[10] COPE (Entretien), interviewée par José Luis Paneroa (es), 7 décembre 2020.

## Récompenses et distinctions
- Festival international du film de Saint-Sébastien 2020 : Coquille d'or, Coquille d'argent du meilleur réalisateur et prix du meilleur scénario pour Au commencement[12]
- Mostra de Venise 2024 : prix spécial du jury pour April[13]